# Bruce Golding
Orette Bruce Golding (Chapelton, 5 december 1947) was tussen 11 september 2007 en 23 oktober 2011 de eerste minister van Jamaica. Hij was tevens de leider van de Jamaica Labour Party. Golding was de achtste premier sinds het land onafhankelijk werd in 1962.
Hij is getrouwd met Lorna Golding en heeft 3 kinderen: Sherene, Steven en Ann-Merita.